# Kirkeklokke, ej til Hovedstæder
Kirkeklokke, ej til Hovedstæder eller Kirkeklokke! mellem ædle malme er en salme skrevet af N.F.S. Grundtvig i 1845 og med melodi af Henrik Rung komponeret i 1853. Salmen findes om nummer 783 i 2003-udgaven af Den Danske Salmebog.

## Historie
Teksten til salmen siges at være skrevet i 1845, da Grundtvig brugte sin sommer hos Kamma Rahbek i Bakkehuset på Frederiksberg, da det endnu var i landlig idyl, men der findes mange historier om, hvornår og hvorfor Grundtvig skrev digtet. En anden udtalelse går på, at Grundtvig skrev digtet, da han i 1844, i en syg tilstand, besøgte sine præstevenner på Sjælland, hvor han blev mindet om sin barndom.
Først i 1945 blev digtet offentliggjort i Dansk Kirketidende.

## Tekst
| Grundtvigs oprindelige udkast | Det første tryk |
| --- | --- |
| 1. Kirkeklokke! mellem ædle Malme Mageløs er for mit Hjerte du, Vaagnet er ved dig en Høitidspsalme Som gienlyder daglig i min Barm. 2. Kirkeklokke! ei til Hovedstaeder Støbtes du, men til den lille By, Hvor det høres trindt naar Barnet græder, Grandt jeg saae det paa min stille Vei. 3. Kirkeklokke! Moderskiød for Klangen Som er alle Støvets Engle kiær, Toner dine kappedes om Rangen For mit Øre tit og i mit Bryst! 4. Mens som Barn paa Landet jeg var hjemme, Jule-Morgen var mit Himmerig, Den du meldte mig med Englestemme, (Naar du kimed) Kimed klart den store Glæde ind. 5. Høiere dog stemde dine Toner, Naar de med den gyldne Soel frembrød, (Meldte) Kimed: Støv! opreist er din Forsoner, Stat nu op i Paaske-Morgengry! 6. Lavere de sprede deres Vinger, Sænke sig med Solen dybt i Hav, Naar for mig nu Aftenklokken ringer, Og jeg taller dine Bedeslag; 7. Lifligt dog det er, især om Høsten, (I den stille klare Aftenstund) I den stille, svale Aftenstund, Giennem Paradis gaaer Skaberrøsten, Kalder til sin Hvile Sjælen ind! 8. Kirkeklokke! Naar tilsidst du lyder For mit Støv og det dig hører ei (Meld da blidt til a) Meld da mine Kiære, saa det fryder: (Sovet hen er Lytteren i Fred!) Han sov hen som Soel i Høst gaaer ned! ––––––––––––––––––––– 9. Landet nu graahaardet kun jeg giæster Og har hjemme, selv jeg veed ei hvor, Dog paa Lysets Hjem min Hu sig fæster, Evig godt, jeg veed, er ene der! | Kirke-Klokken 1.Kirke-Klokke! mellem ædle Malme Mageløs er for mit Hjerte du, Vaagnet er ved dig en Høitids-psalme, Som gienlyder daglig i min Barm! 2. Kirke-Klokke! ei til Hovedstaeder Støbtes du, men til den lille By, Hvor det høres trindt naar Barnet græder, Og inddysses blidt ved Vuggesang. 3. Kirkeklokke! Moderskiød for Klangen Som er mig langt meer end Strængeleg, Toner dine kappedes om Rangen, For mit Øre tit og i min Barm. 4. Mens som Barn paa Landet jeg var hjemme, Julemorgen var mit Himmerig, Den du meldte mig med Englestemme, Kimed klart den store Glæde ind. 5. Høiere dog stemde dine Toner, Naar de med »den gyldne Soel frembrød,« Kimed: Støv! opreist er din Forsoner, Stat nu op i Paaske-Morgengry! 6. Lavere de sprede deres Vinger, Sænke sig med Solen dybt i Hav, Naar for mig nu Aftenklokken ringer, Og jeg taller dine Bedeslag. 7. Lifligt dog det klinger helst om Høsten, I den stille, svale Aftenstund; Giennem Jorderig gaaer Himmelrøsten, Kalder Sjælen til sin Hvile ind. 8. Landet nu graahaardet kun jeg giæster, Og har hjemme, selv jeg veed ei hvor; Dog paa Lysets Hjem min Hu sig fæster, Evig godt, jeg veed, er ene der. 9. Derfor nu, naar Aftenklokken melder: Solen sank og Fuglen slumred ind, Da mit Hoved jeg med Blomsten helder, Nynner sagte mellem Bedeslag: 10. Kirke-Klokke! naar tilsidst du lyder For mit Støv, skiøndt det dig hører ei, Meld da mine Kiære, saa det fryder: Han sov hen, som Soel i Høst gaaer ned! |

### Tekstfortolkning af Anders Malling
Teksten er iflg. Anders Malling inspireret af en helt bestemt kirkeklokke og måske endda en helt bestemt klokkeringning, men er nærmere skrevet som en hyldest til kirkeklokken generelt. Som udgangspunkt bruges kirkeklokken som symbol for den kristne tro, men igennem salmen pådrages klokken forskellige betydninger og karakterer. I andet vers opnår den iflg. Malling en funktion som samler af den lille bys folk, og i tredje vers oplever man klokketonens forskellige funktioner, som ”kappedes om Rangen.” Her er der f.eks. tale om en hentydning til juleklokken, som ”for barnet [var] en englestemme,” påskeklokken med sin mere sejrrige og manende lyd og aftenklokken, som lydmæssigt sænkes for at ”indsamle de trætte under vingerne.”
Fra fjerde til og med sjette vers opnår salmen dog et mere personligt præg, hvor Grundtvig først mindes kirkeklokkerne fra hans barndom i Udby. Derpå mindes han i femte vers påskeklokkerne enten fra Udby, Thyregod eller måske endda senere endnu, og i sjette vers klargøres det, at Grundtvig slet ikke har en intention om, at redegøre for hverken kirkeåret eller hans liv, men nærmere at disse minder udlægges for at ”belyse nutidens situation, og det er efteraarsstemningen.” Syvende vers forklarer Malling som en analogi, hvor klokkerne er analogt med Herrens stemme, da han går igennem Paradisets have og kalder på Adam; det skal hertil også nævnes, at der i den oprindelige tekst stod skrevet ”Giennem Paradis gaaer Skaberrøsten” frem for ”Giennem Jorderig gaaer Himmelrøsten.” Ottende vers bliver igen personligt, idet verset handler om Grundtvig selv; nu, hvor han er gammel (eller ”graahærdet,” som Grundtvig selv skriver), kommer han kun på landet som gæst. Om sommeren bor han på landet, og resten af året i byen, men han ved ikke, hvor han virkelig hører hjemme. Hans tanker ledes dog oftere og oftere hen på ”lysets hjem,” hvortil Gud vil kalde ham snart; af samme årsag ser man i niende vers, at han beder til Gud på kirkeklokkens opfordring. 10. vers fortæller derpå hans bøn: at kirkeklokkerne bibringer til hans nærmeste, at han ”sov hen, som Soel i Høst gaar ned.” Dette er også en bøn om en stille død. Iflg. Malling har mange senere set denne bøn som gået i opfyldelse, da Grundtvigs død også blev yderst blid.

## Melodi
I Koralbogen fra 2003 er melodien noteret i F-dur og spænder en oktav fra c1 til c2. Taktarten er 2/4, og salmens meloditoner holder sig inden for den diatoniske skala, med undtagelse af en enkelt drejetone i takt 3.